# Sbouya (tribu)

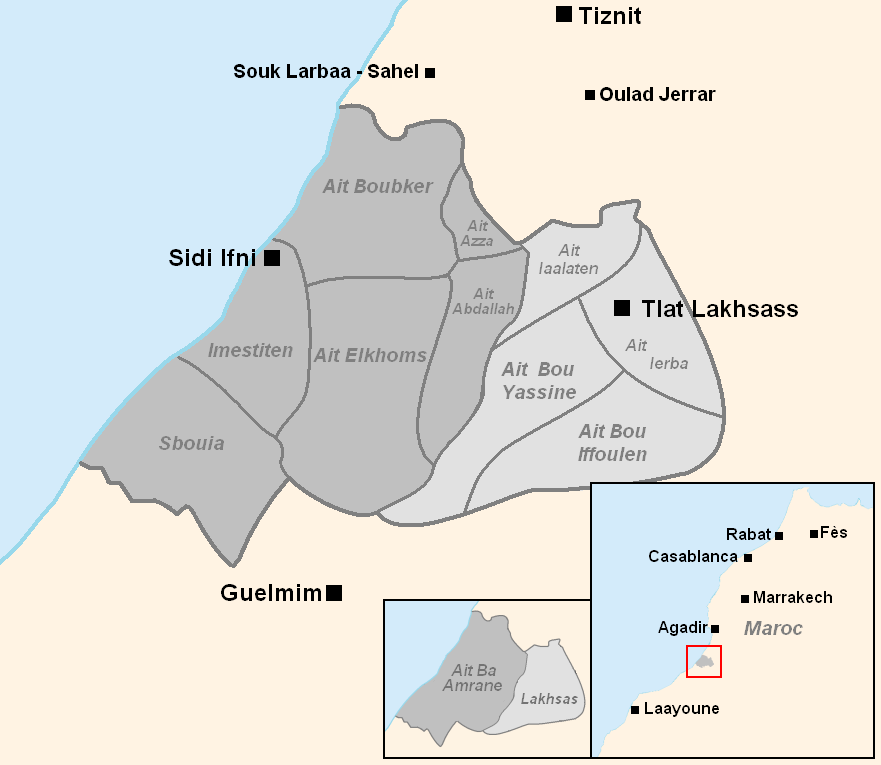
Mapa dels Aït Baamrane i dels Lakhsass

Els sbouya ou isbouya són una tribu àrabo-berbere pertanyent a la confederació tribal Aït Baâmrane, al Marroc. Originaris del Sàhara, s'establiren entre la regió de Guelmim i la de Souss, al territori del municipi homònim. a uns 30 km al sud de Sidi Ifni i 30 km al nord de Guelmim. A diferència de les altres tribus de la confederació dels Aït Baâmrane, la tribu Sbouya parla àrab hassania et tachelhit. Forma la unió entre les altres tribus Aït Baâmrane al nord i les tribu Tekna al sud.

## Demografia
La regió dels Sbouya comptava amb un total de 6.000 habitants segons el llibre Volar de Noche de Francisco de Zarate (2005). Mentre que, segons els censos oficials, la comuna rural de Sbouya experimentà entre 1994 i 2004, una disminució de la població de 7.551 a 5.028 habitants.

## Història

### Orígens
La tribu dels Sbouya és d'origen sahrauí, formada d'una fracció dels Oulad Delim del Sàhara que arribaren per la ruta que creua el lloc anomenat "Agadir Laâssara" al territori actual de Sbouya, que llavors pertanyia a la tribu Mesti dels Aït Baamrane.
Després de l'esclat del conflicte entre les dues tribus, que provocà molts morts a cada bàndol, els Oulad Dlim retornaren al sud del Sàhara, a la regió de Dakhla, a la recerca de la resta de la seva tribu per venjar als seus. En el seu camí, altres tribus saharianes s'uniren als Oulad Delim per combatre els Mesti. Un cop al territori dels Mesti, va esclatar la guerra i en sortiren els mesti les victòries. La tribu Mesti va cedir una part del seu territori després de l'arbitratge d'un xeics per tal de restaurar la pau a la regió.
Al retorn dels Oulad Dlim al Tiris, una de llurs fraccions va d'establir en el territori donat generosament per Mesti, ric en pastures i pous, i que compartí amb algunes famílies de Mesti ja establerts i amb les tribus sahrauís que s'hi van unir durant el conflicte amb els Mesti. Aquestes tribus se sedentaritzaren en part i es convertiren en seminòmades, formant una nova tribu, que s'uní a les altres tribus Ait Baamrane. Els membres d'aquesta tribu parlaven hassania, àrab del sud del Marroc utilitzat pels sahrauís, encara que amb un accent lleugerament diferent dels seus cosins saharauis influenciat per la seva proximitat de les tribus Chleuh. Així la tribu Sbouya es va formar de la unió entre les tribus sahrauís i chleuh, ja que està situada entre tots dos.
Les poblacions de l'Anti-Atles occidental i del Souss es dividien tradicionalment en dues aliances, anomenades « leff »: el leff Taguizoult i el leff Tahoggat. Els sbouya formaren part del leff Taguizoult.

### Guerra d'Ifni
La tribu dels sbouya va participar en la guerra d'Ifni contra els colons espanyols. La posició de Tlat Sbouya fou atacada a les 6:00 del 23 de novembre de 1957 pels membres de la tribu,al mateix temps que totes les altres posicions de les tribus Ait Baamrane. L'atac a la posiciçp va ser particularment violenta fins al punt que els espanyols van usar un comando intentant evacuar els supervivents. Durant aquest intent d'evacuació van matar el tinent Ortiz de Zarate.
La tribu també participà en la batalla d'Azder, on els soldats espanyols evacuaven el Jebal Aday constantment assetjats pels soldats marroquins. La tribu sbouya va fornir de nombrosos homes a l'Exèrcit d'Alliberament del Sud del Marroc, i en contrapartida aquest va fornir d'armes la tribu.
De totes les tribus Ait Baamrane, els Sbouya són els qui compten amb més morts per la Guerra d'Ifni.

## Composició
- Id Yagou : la fracció més gran dels Sbouya, arabòfona, sorgida dels Oulad Delim, dividida en 2 clans : Laababda i Lefkakra ;
- Aït Yassine originària de la tribu Tekna del mateix nom;
- Id Aabella ou Brahim : fracció bilingüe dividida en 3 clans : Id Yahya, Id Oubakrim, Ahl Hammou i Chartata ;
- Aznaga : fracció minoritària bilingüe.

## Economia
La regió de Sbouya és cèlebre per les seves figues de Berberia, de fet és una de les zones de major creixement d'aquesta fruita al Marroc, anomenada "Aknari" pels Sbouya. La cooperativa femenina Aknari és famosa a la regió. Situada al poble de Sbouya, ofereix productes alimentaris i cosmètics a base de figues de Berberia.
Els mitjans internacionals s'han centrat estretament en determinades facultats antioxidants de l'oli de figa produït per primera vegada en la cooperativa Aknari de Sbouya. Aquest és l'oli més car del món, ja que les seves capacitats superarien les de l'oli d'argan per a la pell.